# Schöpfebach
Der Schöpfebach ist ein Bach, dessen Quellgebiet am westlichen Eggberg liegt und der bei Bad Säckingen in den Rhein mündet. Er floss in den nördlichen Arm des Rheins, der 1830 zugeschüttet wurde und hat seither im Stadtgebiet von Bad Säckingen einen künstlichen und weitgehend unterirdischen Lauf. In den Jahren 1802 und 1803 wurde von ihm durch einen unterirdischen Kanal Wasser dem Bergsee zugeführt. 
Damit die Industriebetriebe vor mehr als 100 Jahren in der Stadt Säckingen Fuß fassen konnten, brauchten sie Wasser. Das Wassersystem Heidenwuhr – Schöpfebach – Bergsee – Gewerbebach – Gießen verschaffte dem Industriestandort Säckingen entscheidende Vorteile. Der künstliche Abfluss am östlichen Ufer des Bergsees diente einer Gewerbezone, die heute nicht mehr existiert.  Die Fabriken am Gewerbebach benötigten das Wasser zum Teil für die Produktion, gewannen damit aber auch Energie. Wie manches Fließgewässer wurde auch der Schöpfebach kanalisiert. Auf Betreiben der Allianz Stiftung zum Schutz der Umwelt wurde er renaturiert und hat seit 1995 außerhalb der Stadt wieder einen freien Lauf.

## Zuflüsse
- Pfannenstielgraben (links), 1,0 km